# Бёттхерсдорфская кирха
Бёттхерсдорфская ки́рха  — памятник истории и архитектуры, расположенный в посёлке Севское Правдинского района Калининградской области (до 1946 года — Бёттхерсдорф нем. Böttchersdorf).

## История
Кирха, предположительно, основана Великим магистром Тевтонского ордена Ульрихом фон Юнгингеном в начале XV века.
Являлась материнской по отношению к церкви в Алленау. Внешне была довольно проста, построена из полевого булыжника и кирпича в готической кладке. Центральный неф не имел хоров и замыкался деревянным потолком в форме сшитых арок.
Верх алтаря был изготовлен в 1645 году скульптором Валентином Хоффманом. В 1650 году священник местной церкви Иоганн Фридрих Вейзермель и его жена подарили кирхе два оловянный алтарных подсвечника.
Известно также, что в 1857 году в кирхе находился простой орган мастера Остермейера. Кирха имела три колокола.
В 1946 году находилась в очень хорошем состоянии и использовалась под склад. В 1989 году местная администрация начала разрушать кирху.